# إوونا كوزينسكا
إوونا كوزينسكا (بالبولندية: Iwona Kuczyńska) مواليد 22 فبراير 1961، هي لاعبة كرة مضرب بولندية سابقة بدأت مسيرتها كمحترفة سنة 1981، اعتزلت اللعب في 1990. أعلى تصنيف لها في الفردي كان المركز الـ 64 في سنة 1987. أعلى تصنيف لها في الزوجي كان المركز الـ 35 في سنة 1989.

## روابط خارجية
- إوونا كوزينسكا على موقع رابطة محترفات التنس (الإنجليزية)
- إوونا كوزينسكا على موقع الاتحاد الدولي لكرة المضرب (الإنجليزية)
- إوونا كوزينسكا على موقع خلاصة التنس.كوم (الإنجليزية)